# Revue d'économie financière
La Revue d'économie financière ou REF est une revue scientifique française qui traite de tous les aspects financiers de l'économie. Y sont discutés : finance d'entreprise, finance de marché, histoire financière, industrie bancaire, politique monétaire, etc.
La revue publie quatre numéros par an. 
Fondée en 1987, la revue a fêté son numéro 100 en 2010. En 2012, elle se modernise en proposant une version numérique (epub et pdf) tout en conservant une version papier.
Les archives de la revue sont disponibles sur le portail Persée.

## Lecteurs et diffusion
La Revue d'économie financière s'adresse aux étudiants et aux enseignants, aux cadres du secteur bancaire et financier, mais aussi aux particuliers qui s’intéressent aux enjeux fondamentaux du système financier. Sa version papier est diffusée par abonnement et en librairie. Par ailleurs, les articles peuvent être consultés sur le site Internet de son éditeur, l'Association d'économie financière. La REF est une revue de référence largement reconnue sur la place de Paris, aussi bien par les professionnels que par les journalistes. Elle est référencée au Journal of Economic Literature (JEL)  et classée par le Comité national de la recherche scientifique (CNRS) dans les publications recensées par la section 37 « économie et gestion ».

## Édition de la revue
Le programme éditorial de la Revue d'économie financière est défini tous les deux ans par le conseil d'orientation de l'association présidé par le gouverneur de la Banque de France, Christian Noyer. C'est ensuite au comité de rédaction, présidé par Thierry Walrafen, et au conseiller scientifique Olivier Pastré de préciser les sommaires et auteurs.
Dans chaque numéro, en plus des articles du thème principal, la Revue propose des articles sur des thèmes divers de l'économie financière. Il s'agit d'articles proposés par des économistes et qui avant d'être publiés sont soumis à l'appréciation de deux rapporteurs.
Prochains thèmes abordés : la banque centrale, le financement des PME, l'immobilier, les systèmes financiers africains...